# Viburnum hirsutum
Viburnum hirsutum är en desmeknoppsväxtart som beskrevs av Julius Sterling Morton. Viburnum hirsutum ingår i släktet olvonsläktet, och familjen desmeknoppsväxter. Inga underarter finns listade i Catalogue of Life.